# İlham Əliyev
İlham Heydər oğlu Əliyev, polskie media często używają transkrypcji pisowni rosyjskiej: Ilham Alijew (ur. 24 grudnia 1961 w Baku) – azerski polityk, premier Azerbejdżanu od 4 sierpnia do 4 listopada 2003, prezydent od 31 października 2003.
Pełni funkcję przewodniczącego Partii Nowego Azerbejdżanu (od 2003).

## Życiorys
W 1982 ukończył historię na Państwowym Moskiewskim Uniwersytecie Stosunków Międzynarodowych, a następnie doktoryzował się tam, po czym od 1985 wykładał. W latach 1991–1994 prowadził prywatne interesy w Moskwie i Stambule. Znany był w tym czasie ze swej rozrzutności i umiłowania do kasyn, nie interesował się polityką. W maju 1994 roku ojciec, prezydent Heydər Əliyev, wprowadził go do Państwowego Przedsiębiorstwa Naftowego na stanowisko wiceprezesa. W kolejnym roku został wybrany do parlamentu, a w 1997 stanął na czele Narodowego Komitetu Olimpijskiego.
Pogarszające się zdrowie Heydəra Əliyeva skłoniło go do przekazania władzy synowi. Na kilka miesięcy przed wyborami ojciec mianował go premierem, a w wyborach 15 października 2003 İlham Əliyev zwyciężył z poparciem ponad 76% głosów. Wybory zdaniem międzynarodowych obserwatorów nie spełniły standardów demokratycznych. Urząd prezydenta objął 31 października 2003.
15 października 2008 roku został wybrany na drugą kadencję, otrzymując 88% głosów. Wybory te jednak nie były zgodne z międzynarodowymi standardami i nie zostały uznane przez opozycję. Pięć lat później w wyborach prezydenckich 2013 zdobył 84,5%, zapewniając sobie władzę na kolejną pięcioletnią kadencję. W 2018 roku Ilham Alijew uzyskał 86,02% głosów, uzyskując czwartą kadencję na urzędzie Prezydenta.
W 2023 roku jego działania doprowadziły do przejęcia kontroli nad Górskim Karabachem. Prezydent Karabachu Samwel Szahramanian podpisał dekret o rozwiązaniu wszystkich struktur państwowych, a większość Ormian zamieszkujących ten teren opuściła swoje domy i przeniosła się do Armenii.
W wyborach prezydenckich w 2024 roku został wybrany na piątą kadencję, uzyskując w głosowaniu 92% głosów. Opozycja zbojkotowała wybory.

### Życie prywatne
Ma żonę Mehriban, która zarządza Fundacją Heydəra Əliyeva, od 2005 jest deputowaną do azerbejdżańskiego parlamentu z ramienia partii męża, której jest wiceprzewodniczącą od 2013. Mają troje dzieci: dwie córki (Leyla ur. 1984 i Arzu ur. 1989) i syna (Heydar ur. 1997) oraz troje wnuków.

## Odznaczenia

### Azerskie
- Order Heydəra Əliyeva (2005)[8][9]

### Zagraniczne (państwowe)
- Łańcuch Orderu Gwiazdy Rumunii (Rumunia, 2004)[8]
- Łańcuch Orderu Króla Abdulaziza Al Sauda (Arabia Saudyjska, 2005)[8]
- Order Aleksandra Newskiego (Rosja, 2005)[8]
- Krzyż Wielki Legii Honorowej (Francja, 2007)[8][9]
- Krzyż Wielki Orderu Zasługi Rzeczypospolitej Polskiej (Polska, 2008)[8][10]
- Order Księcia Jarosława Mądrego I klasy (Ukraina, 2008)[11]
- Medal „10 lat Astany” (Kazachstan, 2008)
- Order Mubaraka Wielkiego (Kuwejt, 2009)[8]
- Komandor Krzyża Wielkiego Orderu Trzech Gwiazd (Łotwa, 2009)[8]
- Krzyż Wielki Orderu Wiernej Służby (Rumunia, 2011)[8][12][13]
- Order Stara Płanina (Bułgaria, 2011)[8][14]
- Order Ismoili Somoni (Tadżykistan, 2012)[8][15]
- Order Przyjaźni Narodów (Białoruś, 2012)[8][16]
- Order Zwycięstwa Świętego Jerzego (Gruzja, 2013)[17]
- Order Republiki Serbii I klasy (Serbia, 2013)[8]
- Order Republiki Tureckiej I klasy (Turcja, 2013)[8]
- Order Wolności (Ukraina, 2013)[18]
- Kawaler Krzyża Wielkiego Udekorowany Wielką Wstęgą Orderu Zasługi Republiki Włoskiej (2018)[19]
- Order Złotego Orła (Kazachstan, 2022)[20]

### Pozostałe
- Złoty Order Olimpijski (Międzynarodowy Komitet Olimpijski, 2004)[8][21]
- Order Świętego Sergiusza Radoneżskiego I klasy (Rosyjski Kościół Prawosławny, 2005)[8]
- Order Szacha Ismaila (Muzułmańska Rada Kaukazu, 2005)[8][9]
- Order Honoru I klasy (Rosyjski Kościół Prawosławny, 2010)[8]
- Najwyższy Order Świata Tureckiego (Organizacja Państw Tureckich, 2021)[8]